# Кизилсу (Хромтауський район)
Кизилсу́ (каз. Қызылсу) — село у складі Хромтауського району Актюбінської області Казахстану. Входить до складу Кизилсуського сільського округу.
Населення — 356 осіб (2021; 489 у 2009, 691 у 1999, 740 у 1989).